# Violončelo
Violončelo ali čelo je strunsko glasbilo iz družine godal. Violončelo je nekajkrat večji od violine, glasbenik pa med igranjem nanj sedi in z nogami oklepa instrument, ki stoji na tleh, naslonjen na kovinsko špico. Kot pri drugih godalih glasbenik iz violončela običajno izvablja tone s potegom loka čez strune ali s pizzikatom.
Čelo ima štiri strune, ki so uglašene v kvintah: C (najnižja), G, d in a (nad srednjim c). S tem je uglašen točno oktavo nižje od viole. Glasba za violončelo je običajno zapisana v basovskem ključu, za višje note pa se pogosto uporabljata tudi tenorski ali violinski ključ.
Ime čelo je okrajšava italijanske besede violoncello, ki pomeni 'majhen violon'. Violon je starejši instrument, ki danes ni več v rabi, gre pa za veliko violo, podobno današnjemu kontrabasu.
Instrument je tesno povezan z zahodno klasično glasbo. Je del zasedbe običajnega simfoničnega orkestra, pa tudi godalnega kvarteta in številnih drugih komornih zasedb. Zanj so napisana tudi številna solistična dela, kot so koncerti, sonate, suite in druga, ki so jih pisali znameniti skladatelji, kot so Bach, Vivaldi, Boccherini, Haydn, Dvořák, Elgar in Šostakovič.
V zabavni glasbi je violončelo redkeje uporabljani instrument, čeprav se tu in tam pojavlja tudi v pop in rock glasbi.
Oseba, ki igra violončelo, se imenuje violončelist ali čelist.